# سيدي عبد الله (الوادات)
سيدي عبد الله هو دُوَّار يقع بجماعة تامدا، إقليم سيدي بنور، جهة الدار البيضاء سطات في المملكة المغربية. ينتمي الدوّار لمشيخة الوادات التي تضم 9 دواوير. يقدر عدد سكانه بـ 436 نسمة حسب الإحصاء الرسمي للسكان والسكنى لسنة 2004.

## روابط خارجية
- البوابة الوطنية للجماعات الترابية نسخة محفوظة 12 مارس 2018 على موقع واي باك مشين.
- المندوبية السامية للتخطيط